# Werkzeugwechsler

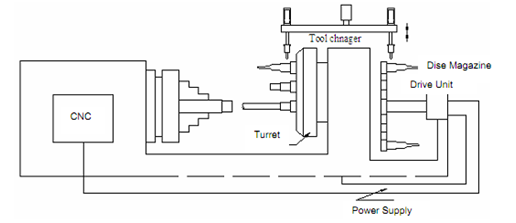
Werkzeugwechsler an einem Drehautomat

Der Werkzeugwechsler an einem Bearbeitungszentrum ist eine mechanische Einrichtung zum automatischen Einwechseln von Werkzeugen oder prozessbedingten Hilfsmitteln wie Messtaster, Greifern oder Messdornen.
Mit Hilfe des Werkzeugwechslers werden Werkzeuge aus dem Werkzeugmagazin in die Bearbeitungsspindel gewechselt und umgekehrt. Der Wechselvorgang erfolgt mit Einfach- oder Doppelgreifern oder direkt aus dem Magazin in die Spindel (Pick-Up-Wechsler). Die Werkzeuge können dabei z. B. in einem Scheibenmagazin oder einem Kettenmagazin direkt im Bearbeitungszentrum gelagert werden.
Ein Maß für die Schnelligkeit des Werkzeugwechslers ist die Werkzeugwechselzeit. Sie hat direkten Einfluss auf die Span-zu-Span-Zeit des Fertigungszentrums und gehört zu den Nebenzeiten der Bearbeitung.
Der Ablauf eines Werkzeugwechselvorganges hängt ab von der konstruktiven Lösung des Werkzeugwechslers und der Konzeption der Maschine.
Der Ablauf bzw. die Logik des Werkzeugwechselvorganges legt der Werkzeugmaschinenhersteller durch die SPS und/oder das Wechsler-Makro fest.

## Programmierung
In einem CNC-Bearbeitungsprogramm nach DIN 66025 wird der Werkzeugwechselvorgang mit M06 markiert. Zusammen mit der Angabe Txx des einzuwechselnden Werkzeuges (T von engl. tool, xx steht für die Werkzeugnummer oder den Werkzeugnamen) wird der eigentliche Werkzeugwechselvorgang eingeleitet.
Beispiel:
```
N115 ......
```

```
N120 G54 G80 G49 M05 M09 X-130 Y-95 Z-100 ;Beenden des vorherigen 
Arbeitsganges
```

```
N125 T12 
M06
 ;Werkzeug Nr.
 
12 wird in die Bearbeitungsspindel eingewechselt
```

```
:N130 G0 G90 G55 X-140 Y-105 Z-1 S2500 M03 M08 ;Hauptsatz des nächsten Arbeitsganges
```

```
N135 ......
```